# Chambertin

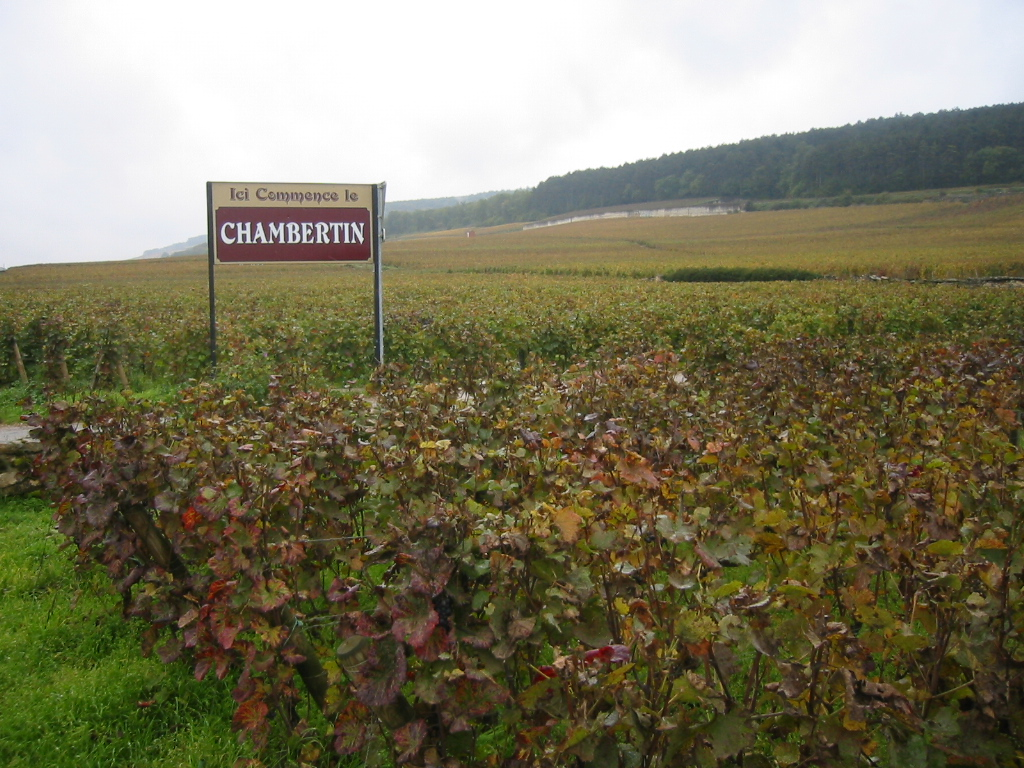
Het bord met de tekst "Ici commence le Chambertin" (Hier begint de Chambertin)

Chambertin is de naam van een grand cru wijngaard met een oppervlakte van 12,90 hectare in Gevrey-Chambertin in de Côte de Nuits (Bourgogne). De gemiddelde opbrengst is 390 hectoliter (51.000 flessen) per jaar.
In het kadaster zijn zo'n 55 afzonderlijke percelen binnen de wijngaard Chambertin vastgelegd, waarvan sommige niet groter dan 50 vierkante meter. Toch bezitten slechts vier domeinen meer dan de helft van deze grand cru. In 1829 waren er twaalf eigenaars, in 1910 vijftien en momenteel ongeveer 25 als men leden van dezelfde familie meetelt die de wijn gezamenlijk produceren maar het landeigendom om fiscale redenen hebben opgesplitst.
Chambertin ligt op een hoogte tussen de 275 en 300 meter, beschermd door de Montagne de la Combe-Grisard. De grond bestaat voornamelijk uit kalksteen uit het Bajocien, maar in het zuidelijke deel en wanneer men de helling oploopt, treft men witte oöliet aan. In de rest van de wijngaard is de aarde bruiner, gemengd met klei en kiezelstenen. De verhouding van fijne aarde tot rotsen en stenen (68 procent versus 32 procent) is volledig gelijk aan die van Le Montrachet.
Chambertin behoort tot de beste wijngaarden van de Côte d'Or, één van een handvol met daarin Les Musigny, Clos-de-Bèze, La Romanée, La Tâche, La Romanée-Conti en (voor wit) Le Montrachet. De wijnen uit deze wijngaard zijn "mannelijk", de tannines duidelijker aanwezig dan in de topwijnen uit Vosne-Romanée. Chambertins zijn in hun jonge jaren vol, krachtig en streng, gestructureerd en vlezig, met smaaktonen van zwart bosfruit, drop en koffiebonen. Na rijping verzachten de wijnen en ontwikkelen zich tot rijke, geconcentreerde, gulle en warmbloedige wijnen. Het zijn echte bewaarwijnen, die minimaal 10 jaar nodig hebben om hun zachtheid te ontwikkelen. Hugh Johnson schrijft: "Voor sommigen is de krachtige rode wijn die hiervandaan komt [uit Gevrey-Chambertin] Bourgogne. Hilaire Belloc besloot een verhaal uit zijn jeugd ooit dromerig: 'Ik ben de naam van de plaats vergeten; ik ben de naam van het meisje vergeten; maar de wijn... was Chambertin'".
De aangrenzende wijngaard Clos-de-Bèze werd naar verluidt al aangeplant in de 7e eeuw door monniken van de Abdij van Bèze, die het land in bezit hadden. Het zou pas in de 12e eeuw zijn dat Chambertin werd aangeplant door een "Monsieur Bertin", die dacht dat hij goede wijnen zou kunnen maken als hij dezelfde druiven zou aanplanten als in de (toen al) beroemde buurman. Zijn wijngaard werd Champ de Bertin genoemd ("Veld van Bertin"), later verbasterd tot Chambertin. Volgens de memoires van zijn valet Constant was Chambertin de favoriete wijn van Napoleon, zelfs de enige die hij lustte. Napoleon stond erop dat hij er altijd over kon beschikken, zelfs gedurende zijn veldtochten. Er was dan ook een koets met een speciale opslag voor de wijn in zijn gevolg.
Net als zoveel andere (top)wijngaarden in Bourgogne is deze eigendom van diverse domeinen:
- Armand Rousseau (2,20 ha)
- Jean en Jean-Louis Trapet (1,90 ha)
- Rossignol-Trapet (1,70 ha)
- Camus (1,69 ha)
- Jacques Prieur (83 a)
- Mme Michèle Rolland (Héritiers Latour) (61 a)
- Domaine Leroy (50 a)
- Pierre Damoy (47 a)
- Rebourseau (46 a)
- Adrien Belland (41 a)
- Gabriel Tortochot (40 a)
- Louis Remy (32 a)
- Jean Raphet (21 a)
- Philippe Charlopin (Madame Baron) (21 a)
- Joseph Drouhin (20 a)
- Bertagna (20 a)
- Clos-Frantin (Bichot) (17 a)
- Bouchard Père et Fils (15 a)
- Denis Mortet (Mme Quillardet) (15 a)
- Domaine de Chézeaux (Ponsot) (14 a)